# Инфанти, Анджело
Анджело Инфанти [ˈandʒelo infanˈti]; (16 февраля 1939 — 12 октября 2010) — итальянский киноактёр. За свою карьеру, продолжавшуюся с 1961 по 2010 годы, снялся более чем в 90 фильмах.

## Биография
Родился в г. Дзагароло (Италия). Первоначально активно участвовал в международных кинопроектах (в частности сыграл роль пастуха Фабрицио в фильме Крёстный отец режиссёра Фрэнсиса Копполы). В семидесятых и восьмидесятых годах XX века в основном снимался в итальянских фильмах различных жанров. Позже он снимался в основном в фильмах и сериалах для телевидения.
За игру в фильме «Borotalco» удостоился премии «Давид ди Донателло» за лучшую мужскую роль второго плана в 1982 году.
Был женат на Эмануэле Роландо, жил с ней до самой смерти. Отец актрисы Росселлы Инфанти (род. 1977).
11 октября 2010 года перенёс сердечный приступ у себя дома в Дзагароло и был госпитализирован в больницу в Тиволи, где на следующий день скончался от остановки сердца, вызванной осложнениями болезни.

## Фильмография

### Кино
- Я целую… ты целуешь, режиссёр Пьеро Виварелли (1961)
- Il principe azzurro, серия Le belle famiglie, режиссёр Уго Грегоретти (1964)
- Bianco, rosso, giallo, rosa, режиссёр Massimo Mida (1964)
- Con rispetto parlando, режиссёр Marcello Ciorciolini (1965)
- La ragazzola, режиссёра Giuseppe Orlandini (1965)
- 4 dollari di vendetta (Cuatro dólares de venganza), режиссёр Jaime Jesús Balcázar (1966)
- New York chiama Superdrago, режиссёр Джорджо Феррони (1966)
- Ischia operazione amore, режиссёр Vittorio Sala (1966)
- Ballata per un pistolero, режиссёр Alfio Caltabiano (1967)
- Tiffany memorandum, режиссёр Sergio Grieco (1967)
- Amore o qualcosa del genere, режиссёр Dino B. Partesano (1968)
- Gungala la pantera nuda, режиссёр Руджеро Деодато (1968)
- Silvia e l'amore, режиссёр Sergio Bergonzelli (1968)
- Le 10 meraviglie dell'amore, режиссёры Sergio Bergonzelli и Theo Maria Werner (1969)
- Свидание (The Appointment), режиссёр Сидни Люмет (1969) — Антонио
- Violentata sulla sabbia (Le lys de mer), режиссёр Renzo Serrato (1969)
- Dossier 212 - Destinazione morte (La peau de Torpedo), режиссёр Жан Деланнуа (1970)
- Разрыв (La rupture), режиссёр Клод Шаброль (1970)
- Frammenti di paura (Fragment of Fear), режиссёр Ричард Сарафьян (1970)
- Sledge (A Man Called Sledge), режиссёр Вик Морроу (1970) — нет в титрах
- All'ovest di Sacramento (Le juge), режиссёры Federico Chentrens и Жан Жиро (1971)
- Le 24 Ore di Le Mans (Le Mans), режиссёр Lee H. Katzin (1971)
- Io non vedo, tu non parli, lui non sente, режиссёр Марио Камерини (1971)
- Bello, onesto, emigrato Australia sposerebbe compaesana illibata, режиссёр Луиджи Дзампа (1971)
- Бумаги Валачи, режиссёр Теренс Янг (1972) — Лаки Лучано
- Questa specie d'amore, режиссёр Alberto Bevilacqua (1972)
- Крёстный отец, режиссёр Фрэнсис Коппола (1972) — Фабрицио
- Мужчины, режиссёр Daniel Vigne (1973) — Анж Леони
- По прозвищу Громила, режиссёр Стено (1973) — Фердинандо Скарано
- Le guerriere dal seno nudo, режиссёр Теренс Янг (1973)
- Macrò, режиссёр Стельвио Масси (1974)
- Tutta una vita (Toute une vie), режиссёр Клод Лелуш (1974)
- La casa della paura (The Girl in Room 2A), режиссёр Уильям Роуз[источник не указан 735 дней] (1974)
- Чёрная Эммануэль, режиссёр Bitto Albertini (1975) — Джанни Даниэли
- Граф Монте-Кристо, режиссёр David Greene (1975)
- Il soldato di ventura, режиссёр Паскуале Феста-Кампаниле (1976)
- I soliti ignoti colpiscono ancora - E una banca rapinammo per fatal combinazion (Ab morgen sind wir reich und ehrlich), режиссёр Franz Antel (1976)
- Emanuelle nera 2, режиссёр Bitto Albertini (1976)
- Il corsaro nero, режиссёр Серджо Соллима (1976)
- Poliziotto sprint, режиссёр Stelvio Massi (1977)
- Controrapina (The Rip Off), режиссёр Антонио Маргерити (1978)
- John Travolto... da un insolito destino, режиссёр Нери Паренти (1979)
- Ammazzare il tempo, режиссёр Domenico Rafele (1979)
- Piedone d'Egitto, режиссёр Steno (1980)
- Razza selvaggia, режиссёр Pasquale Squitieri (1980)
- Bianco, rosso e Verdone, режиссёр Карло Вердоне (1981)
- La belva dalla calda pelle, режиссёр Bruno Fontana (1981)
- Borotalco, режиссёр Carlo Verdone (1982)
- Attila flagello di Dio, режиссёры Кастеллано и Пиполо (1982)
- Путешествие с папой, режиссёр Альбе́рто Со́рди (1982) — Джанни
- История Пьеры, режиссёр Марко Феррери (1983) — Тито
- Алое и чёрное, режиссёр Джерри Лондон (1983) — отец Морозини
- Il ritorno di Black Stallion (The Black Stallion Returns), режиссёр Robert Dalva (1983)
- Vediamoci chiaro, режиссёр Luciano Salce (1984)
- Assisi Underground (The Assisi Underground), режиссёр Alexander Ramati (1985)
- Леди-ястреб, режиссёр Ричард Доннер (1985)
- Una spina nel cuore, режиссёр Альберто Латтуада (1986)
- Дело Назаретянина, режиссёр Дамиано Дамиани (1986) — Трифон
- L’estate sta finendo, режиссёр Bruno Cortini (1987)
- Sottozero, режиссёр Джан Луиджи Полидоро (1987)
- Netchaïev est de retour, режиссёр Жак Дере (1991)
- Money - Intrigo in nove mosse (Money), режиссёр Steve Hilliard Stern (1991)
- Охрана, режиссёр Ricky Tognazzi (1993)
- Alto rischio, режиссёр Stelvio Massi (1993)
- La vengeance d'une blonde, режиссёр Жанно Шварц (1994)
- Carogne, режиссёр Enrico Caria (1995)
- Diapason, режиссёр Antonio Domenici (2001)
- Осиное гнездо, режиссёр Флоран Эмилио Сири (2002)
- Ilaria Alpi - Il più crudele dei giorni, режиссёр Ferdinando Vicentini Orgnani (2003)
- Silenzio, режиссёр Giuliana Cau e Valentina De Amicis (2006) — короткометражный
- Il punto rosso, режиссёр Marco Carlucci (2006)
- Senza ombra di dubbio, режиссёр Alessandro Zonin (2008) — короткометражный
- Il seme della discordia, regia di Pappi Corsicato (2008)
- Ex, режиссёр Fausto Brizzi (2009)
- Письма к Джульетте, режиссёр Гари Виник (2010)
- Backward, режиссёр Max Leonida (2010)
- Prigioniero di un segreto, режиссёр Carlo Fusco (2010)

### Телевидение
- Граф Монте-Кристо (телефильм (1975)) — Джакопо
- All'ombra della grande quercia — мини-телесериал (1984)
- Спрут, режиссёр Дамиано Дамиани — телесериал (1984) — Санте Чиринна
- Sogni e bisogni, режиссёр Sergio Citti — мини-телесериал (1985)
- Il cugino americano, режиссёр Giacomo Battiato — телефильм (1986)
- Uomo contro uomo, режиссёр Серджо Соллима — мини-телесериал (1989)
- Il prezzo della vita, режиссёр Stefano Reali — телефильм (1995)
- Donna, режиссёр Gianfranco Giagni — телесериал (1996)
- Stiamo bene insieme, режиссёры Elisabetta Lodoli и Vittorio Sindoni — мини-телесериал (2000)
- Per amore per vendetta, режиссёр Mario Caiano — мини-телесериал (2000)
- Don Matteo, режиссёр Giulio Base — телесериал, 1-я серия (2002)
- A casa di Anna, режиссёр Enrico Oldoini — телефильм (2004)
- Padre speranza, режиссёр Ruggero Deodato — телефильм (2005)
- Gente di mare 2, режиссёры Giorgio Serafini и Andrea Costantini — телесериал (2007)
- Il capitano 2, режиссёр Vittorio Sindoni — телесериал (2007)

### Видеоклипы
- песня Un tempo piccolo исполнитель Tiromancino (2005)